# 브루스 토머스
브루스 토마스(Bruce Thomas, 1961년 5월 17일 ~ )는 미국의 텔레비전 배우, 영화배우이다.
미국에서 태어났다.

## 방송
- 카일 XY 시즌3
- 카일 XY 시즌2
- 카일 XY 시즌1

## 영화
- 더 치팅 팩트  (2013년)
- 레이즈: 데스매치 (2013년)
- 홀 패스 (2011년) - 릭 콜먼 역
- 애 봐주는 사람 구함 (2007년) - 짐 스탠튼 역
- 클로징 에스크로 (2007년)
- 카일 XY 시즌1 (2006년)
- 위즈 시즌1 (2005년)
- 보이프렌드 포 크리스마스 (2004년)
- 금발이 너무해 2 (2003년)
- 금발이 너무해 (2001년)
- D-13 (2000년)
- 이블 데드 3 - 암흑의 군단 (1992년)
- 비버리힐즈의 아이들 (1990년)
- 비앤비 (1987년)